# Martin Vitík
Martin Vitík (ur. 21 stycznia 2003 w Berounie) – czeski piłkarz, grający na pozycji obrońcy we włoskim klubie Bologna oraz reprezentacji Czech. Wychowanek Sparty Praga.